# A barca de Dante
La Barque de Dante ou Dante et Virgile aux enfers (A barca de Dante ou Dante e Virgílio nos infernos) é uma pintura a óleo sobre lona, da autoria de Eugène Delacroix e pintada em 1822. Foi o seu primeiro quadro realizado, quando ele tinha 24 anos. Foi inspirado em uma passagem do livro de Dante Alighieri, a Divina Comédia.
A cena retrata o escritor Dante acompanhado por Virgílio, seu guia em sua jornada ao Inferno. A obra é fiel à descrição da cena no livro de Alighieri, que é retratado por Delacroix, fã de suas obras. O escritor é retratado como um pensador e intelectual, apesar de sua expressão de medo.
Delacroix utilizou cores quentes em contraste com cores frias na obra, inspirando-se no barroco. As expressões faciais dos personagens também se contrastam, Dante aparenta estar assustado e Virgílio mantém a serenidade.